# Вис (врх)
Вис је највиши врх планине Требава са 692 m надморске висине. Налази се у близини линије разграничења између Републике Српске и Федерације Босне и Херцеговине, сјеверно од града Грачаница и југозападно од Градачца.